# Yrjö Hirn
Georg (Yrjö) Hirn, född 7 december 1870 i Villmanstrand, död 23 februari 1952 i Helsingfors, var en finländsk (finlandssvensk) konst- och litteraturvetare.

## Familj
Yrjö Hirn var gift med översättaren Karin Hirn (1869–1943). Paret hade två barn, professoren Hans Hirn (1896–1970) och Marta Hirn (1903–1995).

## Karriär
Hirn var amanuens vid Universitetsbiblioteket i Helsingfors 1890–1910, blev fil.dr 1896, var docent 1898–1910 och professor i estetik och nyare litteraturhistoria vid Helsingfors universitet 1910–1937. Han var mycket produktiv som författare och bevarade sin skaparkraft upp i hög ålder. 
Som hans huvudarbete betraktas The Origins of Art (1900), där han utvecklar en egen estetisk teori på psykologisk och sociologisk grundval. Även hans Det heliga skrinet (1909) är mycket uppmärksammat, även utomlands. Där utreder han sambandet mellan katolskt trosliv och kult samt poesi och konst. Hirn lämnade ett stort bidrag till Runebergsforskningen genom Runebergskulten, Runeberg och hans värld och Runebergsgestalten. 
På senare år visade han ett allt större intresse för Finlands kulturhistoria. Till minne av sin avlidna maka publicerade Hirn en bok med uppsatser skrivna av henne och en resonerande förteckning över hennes skrifter (Karin Hirns minne, 1943).
Hirn framstod genom sin omfattande lärdom och djupa kultur- och människokännedom som en av Nordens främsta humanister. Inom finländskt kulturliv var han en ytterst central gestalt. 
1919 var han medlem i Finlands delegation till fredskongressen i Paris. 

## Utmärkelser, ledamotskap och priser
- Ledamot av Kungliga Vetenskapsakademien (LVA, 1937,  utländsk ledamot nr 781)
- Hedersledamot av Vetenskapssocieteten i Lund (HedLVSL)[5]
- 1935 – De Nios Stora Pris
- 1940 – Svenska Akademiens stora pris